# Marie Gouchault
'Marie Gouchault' est un cultivar de rosier-liane obtenu en France en 1927 par Eugène Turbat. Il s'agit d'un hybride de Rosa wichuraiana. Il rend hommage à la fille d'un horticulteur et obtenteur de roses orléanais, Marie Gouchault (1872-1960), belle-sœur de l'obtenteur et directrice d'école.

## Description
'Marie Gouchault' est un rosier-liane qui dépasse les 4 mètres ou formant un très haut buisson presque inerme. Ses fleurs doubles en pompons (17 à 25 pétales) sont d'un rose soutenu virant au rose-saumon au fil du temps, les revers étant plus clairs et le cœur autour des étamines presque blanc. Non remontant, ce rosier fleurit abondamment en bouquets très prolifiques de trente à quarante fleurs, un peu plus tôt que les autres. Sa floraison est spectaculaire. Il est toujours très apprécié, surtout aux États-Unis et en Angleterre où il a toujours été prisé.
Sa zone de rusticité est de 6b à 9b ; ce rosier résiste donc aux hivers froids. On peut l'admirer notamment au jardin botanique de Hambourg, ou à Orléans à la roseraie Jean-Dupont, conservatoire des roses orléanaises.
Il est très résistant aux maladies.